# مورتن کائوفمان
مورتن کائوفمان (دانمارکی: Morten Kaufmann؛ زادهٔ ۲۵ مارس ۱۹۶۳) تهیه‌کننده فیلم اهل دانمارک است.
از فیلم‌هایی که وی در آن‌ها نقش داشته‌است، می‌توان به واپسین سرود میفونه، استدلال کیرا: یک داستان عاشقانه، همه چیز درباره عشق است، پراگ، سابمارینو، شکار و کمون اشاره نمود.